# 和泉監
和泉監（いずみのげん）は、奈良時代前期に、現在の大阪府和泉地方に設けられた臨時の地方行政区分および機関。畿内に含まれ、後の和泉国の領域にあたる。

## 概要
716年（霊亀2年）3月、元正天皇は河内国和泉郡に珍努宮（和泉宮）造営を計画し、和泉郡に加えて日根郡を和泉宮の経費に供した。同年4月19日に、さらに大鳥郡を割き、これら3郡を管掌するために和泉監を分立した。和泉監の職掌は天平9年度（737年）の「和泉監正税帳」によると一般国司とほぼ同じであると記されているが、摂津職が難波京の管理を担当したのと同様に、珍努宮の管理も担当した。
その構成は、正（長官）・佑（判官）・令史（主典）の各1名であり、次官は存在しない。716年（霊亀2年）6月には史生3名を設置している。大宝令では、在外の監司について公式令53が規定されており、和泉監と芳野監の2つによって実現されている。滝川政次郎の「芳野和泉二監考」によると、この2つの監は、唐の「京県」と「畿県」とを参酌したものとされているが、あるいは唐の太原府・河中府などの府尹に相当するものとも考えられる。この2つの監は『続日本紀』の天平4年（732年）の記述によると「両京・四畿内及二監」と呼称されている。
元正天皇は717年・719年の2回、聖武天皇は744年の1回、珍努宮へ行幸しており、717年（霊亀3年）2月の最初の行幸の際には、和泉監の堅部使主石前の位を一階昇進させ、技術者や大少毅労役の人夫達に身分に応じて物を授けたという。なお、元正天皇は譲位後の744年、同様の行為を「智努離宮」（珍努宮の別称と思われる）に行幸した際におこなっている。732年（天平4年）には「和泉監の伯姓（＝人民）に賑給す」という記事も見られる。
740年（天平12年）8月、和泉監は廃止されて河内国に戻されたが、孝謙天皇の757年（天平勝宝9歳）5月8日、能登国・安房国同様に復され、再度3郡が置かれて和泉国となった。